# Протесты в Минске (19—25 марта 2006)
Акции протеста в Минске 19-25 марта 2006 года, также «Площадь-2006» (бел. «Плошча-2006»)— акции протеста, проходившие в Белоруссии из-за несогласия части населения с ходом проведения президентских выборов в Белоруссии. Для обозначения акций протеста СМИ используют названия «Джинсовая», или «Васильковая революция».

## Предыстория
Противостояние избранного в 1994 году президента Александра Лукашенко с оппозицией началось в начале его правления. Причиной были как идеологические разногласия, так и стремление Лукашенко действовать в обход парламента, в котором он не имел однозначной поддержки. Действия президента власти привели к противостоянию с парламентом. Тем не менее, в 1995 и 1996 годах президент, пользуясь поддержкой населения, сумел провести в свою пользу два референдума, в результате которых он, среди прочего, получил право на роспуск парламента. Несмотря на рекомендательный характер референдума 1996 года парламент был распущен, а новый набран без выборов из числа согласных в него войти парламентариев.
Часть депутатов, не признавшая роспуск парламента, продолжила проводить заседания старого парламента, а в 1999 году сформировала альтернативный избирком и попыталась организовать президентские выборы. Организованные оппозицией выборы оказались несостоявшимися. В 2000 году состоялись выборы в новый парламент, сформированный в 1996 году указом президента. Выборы были бойкотированы большинством противников президента, продолживших деятельность в качестве непарламентской оппозиции. Оппозиционные митинги (например, Чернобыльский шлях) разгонялись милицией. В 1999 году произошли исчезновения оппозиционных политиков, расследования которых так и не были завершены.
В 2004 году в результате нового референдума было снято ограничение на количество президентских сроков. Лукашенко получил возможность участвовать в выборах 2006 года. Значимые антипрезидентские митинги с задержанием участников проводились и накануне выборов 2006 года. Активисты оппозиционного движения «Зубр» расклеивали листовки с призывами к свержению Александра Лукашенко и участию в акции протеста в день выборов.
Протестное движение возглавили кандидаты в президенты Александр Милинкевич и Александр Козулин, в нём принимали участие оппозиционные организации «Зубр», «Молодой фронт», «Объединённые демократические силы», «Белорусская социал-демократическая партия (Грамада)» и другие.

## Ход акций протеста

### 19 марта
19 марта, в день выборов, был проведён митинг на Октябрьской площади в Минске, начавшийся после закрытия избирательных участков, но ещё до официального оглашения результатов выборов. На митинге, в котором приняли по разным оценкам от 9 до 30 тысяч человек, звучали призывы к проведению честных выборов, свержению власти Лукашенко, лозунг «Жыве Беларусь!».
Александр Козулин в своём выступлении сообщил, что, посоветовавшись с Александром Милинкевичем, они решили пойти на Площадь Победы, чтобы возложить цветы, после чего завершить митинг. Он также призвал своих сторонников собраться на следующий день в 18:30 в центре Минска. Во время проведения митинга стычек с милицией и задержаний зафиксировано не было.
В ночь на 20 марта Центризбирком обнародовал результаты предварительного подсчёта 100 % избирательных бюллетеней: явка составила 92,6 % (6 614 998 граждан), Александра Лукашенко поддержали 82,6 % избирателей (примерно 5 460 000 граждан), Александра Милинкевича — 6 % (около 400 000 граждан), Сергея Гайдукевича — 3,5 % (около 250 000 граждан), Александра Козулина — 2,3 % (около 154 000 граждан).

### 20 марта
20 марта на Октябрьской площади Минска снова состоялся митинг, собравший от 6 до 10 тысяч человек. В этот день на площади была принята «Декларация народа Беларуси» с требованием повторных выборов. В этот же день демонстранты начали устанавливать палатки.
Перед участниками митинга выступили лидер Объединённой гражданской партии Анатолий Лебедько, супруга Александра Милинкевича Инна Кулей, депутат Госдумы России Владимир Рыжков, писатель Владимир Орлов, депутат Гомельского горсовета Юрий Глушаков и другие.

### 21 марта

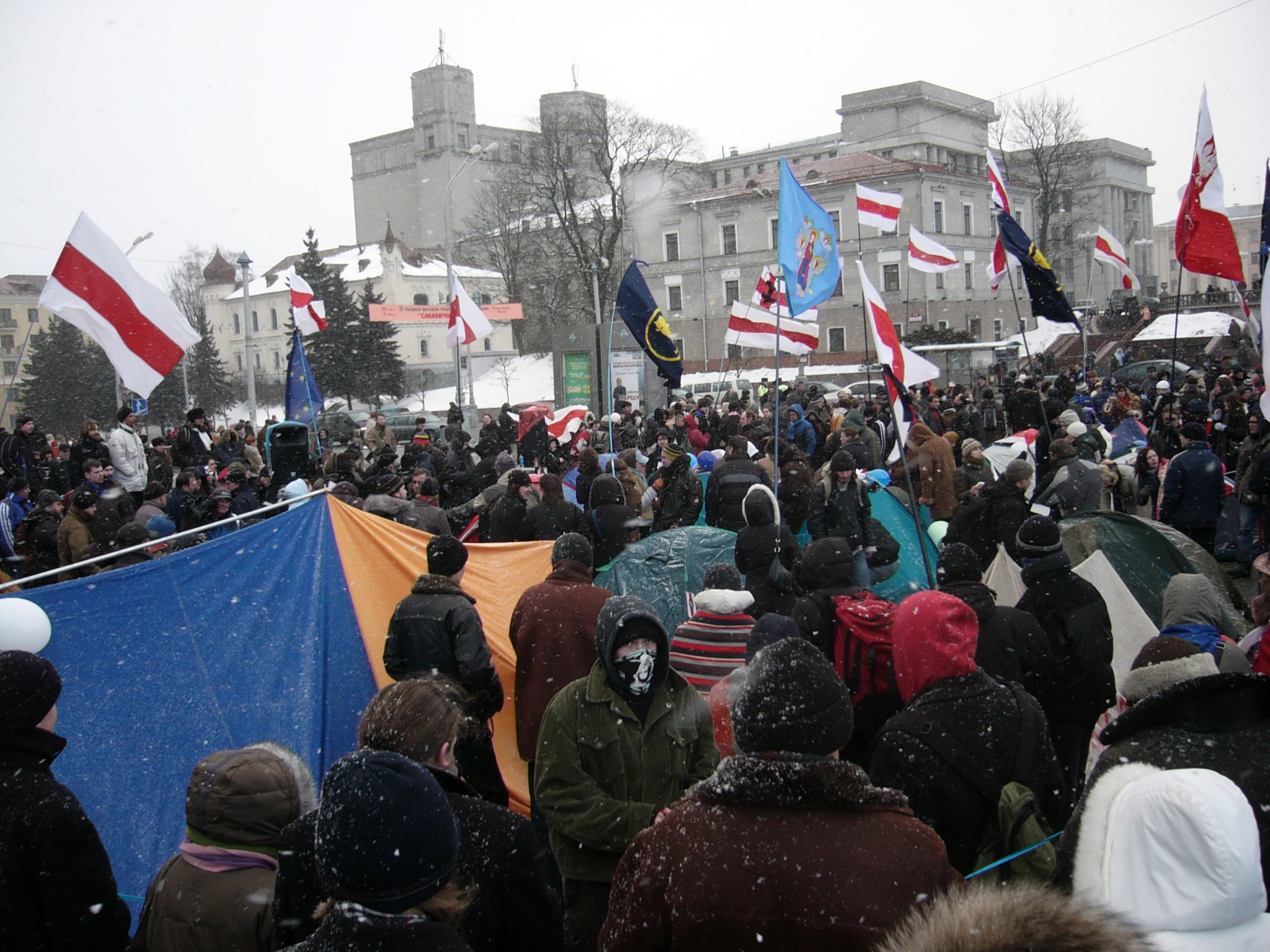
Палаточный лагерь сторонников оппозиции в Минске на Октябрьской площади, 21 марта 2006 года

На площади был организован палаточный городок, состоящий из девятнадцати палаток. В Минск приехали представители оппозиционных движений из других регионов Белоруссии.
Около палаточного городка появились сотрудники правоохранительных органов. Ими было задержано более ста человек за доставку продуктов на площадь. Власти применяли и другие методы воздействия: отчисление участников-студентов из учебных заведений, закрытие заведений около площади (участникам акции приходилось справлять нужду в других местах, где их арестовывала милиция). Демонстранты скандировали лозунги: «Милиция с народом» и «КГБ с народом».
Вечером палаточный городок посетили послы из Великобритании, Германии, Латвии, Литвы, Словакии, Франции и Чехии. Акции поддержки прошли не только в некоторых белорусских городах, но и в России. Так, в Екатеринбурге представители правозащитной ассоциации «Голод» провели митинг в поддержку белорусов, не согласных с итогами выборов.
Ночью власти отключили освещение на площади.

### 22 марта
Количество людей, принимавших участие в акции протеста, медленно сокращалось. Утром 22 марта между лидерами оппозиции Александром Милинкевичем и Александром Козулиным возникли разногласия: Козулин предлагал убрать палатки с площади и продолжить протестовать 25 марта, Милинкевич выступал за сохранение палаточного городка.
В вечернее время у палаточного городка находилось около трёх тысяч человек, около трёхсот из них находилось там ночью, днём и утром.
Продолжались задержания митингующих, происходили стычки с противниками оппозиции. Сообщалось о насилии и унижении со стороны правоохранительных органов по отношению к задержанным оппозиционерам.

### 23 — 24 марта
23 марта численность демонстрантов выросла, количество палаток увеличилось до 35. В ночь на 24 марта, когда протестующих было меньше всего на площади, милиция объявила о ликвидации городка и предложила участникам добровольно проследовать к автозакам. Митингующие оказали пассивное сопротивление, сев на землю и держась друг за друга. Милиция для задержания участников применила силу, ликвидация городка заняла 15-20 минут.
По официальным данным было арестовано более 500 человек. Задержанных увезли в спецприёмник-распределитель на 1-м переулке Окрестина, где над ними начались суды.

### 25 марта
25 марта милиция стала задерживать участников акции протеста, которые вовремя ушли из палаточного городка. По некоторым данным, задерживаемых избивали.
Около 12:00 примерно 2,5 тысячи человек попытались пройти на Октябрьскую площадь для проведения новой несанкционированной властями акции протеста. Сотрудники милиции оттеснили их с площади, оппозиция была вынуждена провести митинг в находящемся неподалёку парке Янки Купалы. Где к 14:00 количество митингующих увеличилось до 7-10 тысяч человек, присутствовали Милинкевич и Козулин. В конце митинга Козулин призвал собравшихся продолжить акцию протеста у спецприёмника-распределителя на улице Окрестина (по версии официальных властей, призывал взять его штурмом), началось шествие. На участке между Театром музыкальной комедии и зданием администрации Московского района около 16:30 колонна протестующих численностью от 2 до 3 тысяч человек (по данным МВД не более 900 человек) была рассеяна сотрудниками правоохранительных органов, которые применили при разгоне дубинки, светошумовые гранaты, резиновые пули и слезоточивый газ, в результате чего около 100 человек в том числе А. Козулин были задержаны.
На этом активная волна протестов завершилась, следующий крупный митинг оппозиции состоялся лишь 26 апреля 2006 года («Чернобыльский шлях»).

## Результаты
Акции протеста не принесли ожидаемых результатов. Президент Лукашенко начал свой третий срок правления. В качестве причин провала называют жёсткие меры властей и разобщённость лидеров оппозиции. Из-за жёсткого подавления акций протеста против руководства Белоруссии Соединёнными Штатами Америки и Евросоюзом были введены санкции.